# U-83 (1940)
| U-83                                   | U-83 | U-83 |
| -------------------------------------- | --- | --- |
|                                        | | |
|                                        | | |
| Підводний човен U-52, аналогічний U-83 | | |
| Під прапором                           | Третій Рейх | Третій Рейх |
| Спуск на воду                          | 9 грудня 1940 року | 9 грудня 1940 року |
| Виведений зі складу флоту              | 8 лютого 1941 року | 8 лютого 1941 року |
| Сучасний статус                        | 4 березня 1943 року потоплений у Середземному морі південно-східніше Картахени глибинними бомбами британського бомбардувальника «Хадсон» | 4 березня 1943 року потоплений у Середземному морі південно-східніше Картахени глибинними бомбами британського бомбардувальника «Хадсон» |
| Проєкт                                 | | |
| Тип ПЧ                                 | Торпедний ДПЧ | Торпедний ДПЧ |
| Розробник проєкту                      | Flender Werke, Любек | Flender Werke, Любек |
| Вартість                               | 4 439 000 ℛℳ | 4 439 000 ℛℳ |
| Основні характеристики                 | | |
| Швидкість (надводна)                   | 17,9 вузла | 17,9 вузла |
| Швидкість (підводна)                   | 8 вузлів | 8 вузлів |
| Робоча глибина занурення               | 100 м | 100 м |
| Гранична глибина занурення             | 220 м | 220 м |
| Автономність плавання                  | 135—174 км на швидкості 4 вузли (в підводному положенні) 11 470 км на швидкості 10 вузлів (у надводному положенні)                       | 135—174 км на швидкості 4 вузли (в підводному положенні) 11 470 км на швидкості 10 вузлів (у надводному положенні)                       |
| Екіпаж                                 | 44—60 осіб | 44—60 осіб |
| Розміри                                | | |
| Довжина найбільша (по КВЛ)             | 66,5 м | 66,5 м |
| Ширина корпусу найб.                   | 6,2 м | 6,2 м |
| Середня осадка (по КВЛ)                | 4,74 м | 4,74 м |
| Водотоннажність надводна               | 753 т | 753 т |
| Озброєння                              | | |
| Артилерія                              | 1 × 88-мм палубна гармата SK C/35 1 × 20-мм зенітна гармата FlaK 30 Flakvierling                                                         | 1 × 88-мм палубна гармата SK C/35 1 × 20-мм зенітна гармата FlaK 30 Flakvierling                                                         |
| Торпедно- мінне озброєння              | 4 носових і один кормовий ТА. 14 торпед або 26 мін TMA або 39 мін TMB                                                                    | 4 носових і один кормовий ТА. 14 торпед або 26 мін TMA або 39 мін TMB                                                                    |

U-83 — німецький підводний човен типу VIIB, що входив до складу Військово-морських сил Третього Рейху за часів Другої світової війни. Закладений 5 жовтня 1939 року на верфі Flender Werke в Любеку. Спущений на воду 9 грудня 1940 року, а 8 лютого 1941 року корабель увійшов до складу 1-ї навчальної флотилії ПЧ ВМС нацистської Німеччини ВМС.

## Історія служби
U-83 належав до німецьких підводних човнів типу VIIB, однієї з модифікацій найчисленнішого типу субмарин Третього Рейху, яких випущено 703 одиниці. Службу розпочав у складі 1-ї навчальної флотилії ПЧ, з 1 червня 1941 року перейшов до бойового складу цієї флотилії. З 1 січня 1942 року у складі 23-ї флотилії, а з 1 травня 1942 року — у 29-й флотилії ПЧ Крігсмаріне. З липня 1941 до березня 1943 року підводний човен здійснив 12 бойових походів в Атлантичному океані та Середземному морі, під час яких потопив 5 суден противника сумарною водотоннажністю 8425 брутто-реєстрових тонн і 1 допоміжний бойовий корабель-корабель-пастку (96 т), пошкодив одне вантажне судно (2590 GRT) та одне допоміжне військове судно (6746 GRT).
4 березня 1943 року під час проведення дванадцятого бойового походу в західній частині Середземного моря був виявлений південно-східніше Картахени та атакований глибинними бомбами британського бомбардувальника «Хадсон». Загинули всі 50 членів екіпажу.

## Командири
- Капітан-лейтенант Ганс-Вернер Краус (8 лютого 1941 — 21 вересня 1942)
- Капітан-лейтенант Ульріх Веріссгоффер (16 жовтня 1942 — 4 березня 1943)

## Перелік уражених U-83 суден у бойових походах
| №                                                           | Дата            | Назва               | Тип                                 | Належність                              | Водотоннажність (брт) | Вантаж                                                | Конвой       | Результат та координати                                                 | Наслідки атаки для екіпажу         | Прим. |
| ----------------------------------------------------------- | --------------- | ------------------- | ----------------------------------- | --------------------------------------- | --------------------- | ----------------------------------------------------- | ------------ | ----------------------------------------------------------------------- | ---------------------------------- | ----- |
| Другий похід (28.09—31.10.1941, 34 доби; Брест—Брест)       |                 |                     |                                     |                                         |                       |                                                       |              |                                                                         |                                    |       |
| 1                                                           | 12 жовтня 1941  | Corte Real          | суховантажне судно                  | Португалія                              | 2 044                 | Пробка, барвники, годинники, вино та консервована їжа |              | потоплено 44°40′ пн. ш. 11°18′ зх. д. / 44.667° пн. ш. 11.300° зх. д.   | 42 (усі вижили)                    |       |
| 2                                                           | 26 жовтня 1941  | «Арігуані»          | Корабель катапультування винищувача | Військово-морські сили Великої Британії | 6 746                 |                                                       | конвой HG 75 | пошкоджений 37°50′ пн. ш. 16°10′ зх. д. / 37.833° пн. ш. 16.167° зх. д. | ? (2 загиблих, решта вижили)       |       |
| Шостий похід (10.03—21.03.1942, 12 діб; Саламін—Саламін)    |                 |                     |                                     |                                         |                       |                                                       |              |                                                                         |                                    |       |
| 3                                                           | 17 березня 1942 | Crista              | суховантажне судно                  | Велика Британія                         | 2 590                 | 2100 тонн мазуту                                      | Конвой AT 34 | пошкоджено 32°21′ пн. ш. 25°00′ сх. д. / 32.350° пн. ш. 25.000° сх. д.  | 39 (7 загинули та 32 вцілілих)     |       |
| Восьмий похід (4.06—20.06.1942, 17 діб; Саламін—Ла-Спеція)  |                 |                     |                                     |                                         |                       |                                                       |              |                                                                         |                                    |       |
| 4                                                           | 8 червня 1942   | Said                | пароплав                            | Єгипет                                  | 231                   | 50-60 тонн генерального вантажу, зокрема тютюн        |              | потоплений 32°09′ пн. ш. 34°26′ сх. д. / 32.150° пн. ш. 34.433° сх. д.  | 14 (5 загинули та 9 вціліли)       |       |
| 5                                                           | 8 червня 1942   | Esther              | вітрильне судно                     | Британський мандат у Палестині          | 100                   | продовольство                                         |              | потоплено 33°35′ пн. ш. 35°15′ сх. д. / 33.583° пн. ш. 35.250° сх. д.   | ? (вцілілих немає)                 |       |
| 6                                                           | 9 червня 1942   | Typhoon             | вітрильне судно                     | Британський мандат у Палестині          | 175                   | лісоматеріали                                         |              | потоплено 33°35′ пн. ш. 35°15′ сх. д. / 33.583° пн. ш. 35.250° сх. д.   | ? (загиблих немає)                 |       |
| 7                                                           | 13 червня 1942  | HMS Farouk          | корабель-пастка                     | Військово-морські сили Великої Британії | 96                    |                                                       |              | потоплений 34°19′ пн. ш. 35°44′ сх. д. / 34.317° пн. ш. 35.733° сх. д.  | 18 (9 загиблих та 9 вижило)        |       |
| Дев'ятий похід (6.08—20.08.1942, 15 діб; Ла-Спеція—Саламін) |                 |                     |                                     |                                         |                       |                                                       |              |                                                                         |                                    |       |
| 8                                                           | 17 серпня 1942  | Princess Marguerite | транспортне судно                   | Канада                                  | 5 875                 | 998 військових                                        |              | потоплено 32°03′ пн. ш. 32°47′ сх. д. / 32.050° пн. ш. 32.783° сх. д.   | 1123 (58 загинули та 1065 вціліло) |       |